# Erigone sirimonensis
Erigone sirimonensis Bosmans, 1977 è un ragno appartenente alla famiglia Linyphiidae.

## Distribuzione
La specie è endemica del Kenya.

## Tassonomia
È stato osservato solamente l'olotipo della specie nel 1977 e ad oggi, 2014, non sono note sottospecie.